# デジニョフ岬

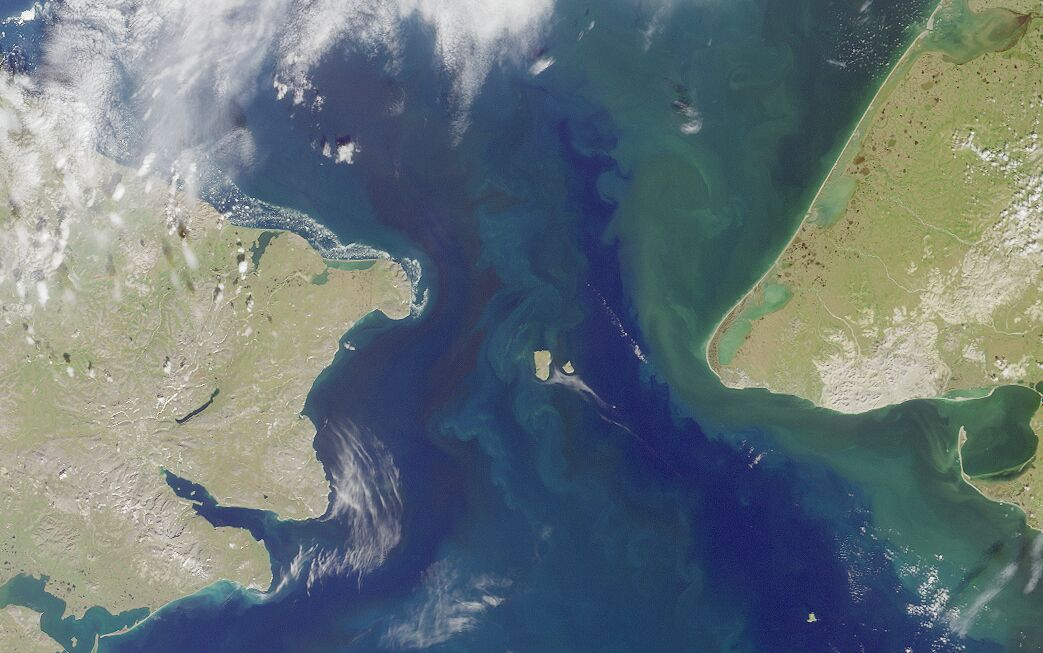
ベーリング海峡。右がプリンスオブウェールズ岬、左がデジニョフ岬

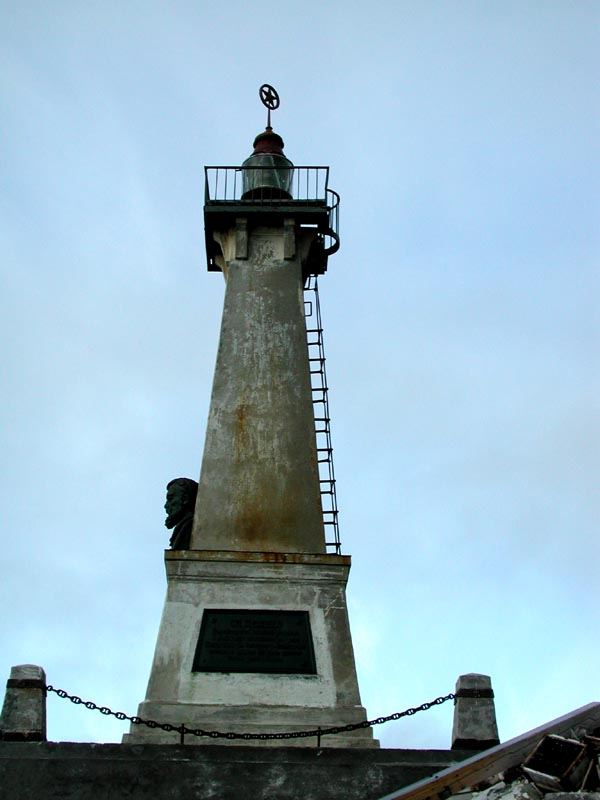
デジニョフ岬に建つ碑

デジニョフ岬（デジニョフみさき、ロシア語: мыс Дежнёва, Mys Dezhnjova）とはロシア、チュクチ半島にある岬。アジアの最東端であると同時に、ユーラシア大陸の最東端でもある。位置は、北緯66度04分45秒、西経169度39分07秒。

## 地理
ベーリング海峡を挟んで反対側はアラスカのプリンスオブウェールズ岬で、二つの岬の間の距離は82km。中間に、グヴォーズデフ諸島(英語名:ダイオミード諸島)（アメリカ合衆国領のリトルダイオミード島(ロシア語名:クルーゼンシュテルン島)とロシア領のラトマノフ島(英語名:ビッグダイオミード島)）が浮かぶ。
人が定住する集落で最も近い位置にあるのは、北西に約12キロメートル離れた村ウエレンである。
なお、ユーラシア大陸の最西端はポルトガルに位置するロカ岬、アジアの最西端はトルコのアナトリア西端に位置するババ岬である。

## 気候
年間を通して、空気が乾燥して寒い。冬はとても寒く温度は-40度、夏でも8度ととても低温な土地である。

## 生物
この地域では、セイウチ、アザラシ、コククジラ、シャチが見られる。

## 歴史
名前は1648年に岬を発見したセミョン・デジニョフにちなんでつけられた。
1778年、イギリスのジェームズ・クックは東ケープの名前で呼んでいた。
1879年 スウェーデンの極地探検家アドルフ・エリク・ノルデンショルドは発見者の名前でそれを呼び出すことを提案した。
発見から250周年の前夜にその提案が受け入れられロシア地理学協会によって1898年正式にデジニョフ岬となった。
19世紀後半から20世紀の間、アメリカなどの国と貿易を行っており、捕鯨や毛皮などの商業が栄えていた。
住民のほとんどはチュクチ族である。